# Campeonato Europeo de 500 metros contrarreloj
El Campeonato Europeo de 500 metros contrarreloj es el campeonato de Europa de Puntuación organizado anualmente por la UEC. Se lleva disputando desde el 2014 dentro de los Campeonatos de Europa de ciclismo en pista.

## Palmarés
| Evento | Oro                | Plata            | Bronce             |
| ------ | ------------------ | ---------------- | ------------------ |
| 2014   | Anastasiya Vóinova | Elis Ligtlee     | Miriam Welte       |
| 2015   | Anastasiya Vóinova | Elis Ligtlee     | Daria Shmeliova    |
| 2016   | Daria Shmeliova    | Pauline Grabosch | Anastasiya Vóinova |